# Bjarne Nilssen
Pour les articles homonymes, voir Nilssen.
Bjarne Nilssen, né le 5 janvier 1879 et mort le 29 avril 1956, est un coureur du combiné nordique norvégien.
Il a notamment remporté la première édition du championnat d'Allemagne de ski en 1900 (de).

## Biographie

### Enfance et famille
Bjarne Nilssen est le fils d'Ole Nilssen et d'Elisabeth Lude. Bjarne Nilssen a cinq frères et sœurs dont Asbjørn Nilssen qui a remporté la médaille Holmenkollen. Lors du recensement de 1885, la famille vit au 101 Ullevålsveien (Oslo) (no).

### Carrière sportive
Bjarne Nilssen étudie à Oslo puis il part en Allemagne à Darmstadt. Il étudie le génie électrique dans la ville allemande. Il emmène ses skis avec lui et il devient membre du SC Schwarzwald.
Il aide à l'organisation des premiers championnats d'Allemagne en 1900 (de). Le championnat consiste en une course de 30 km de ski de fond disputé de Belchen à Feldberg. Il remporte la course devant un agriculteur Emil Maier et Henry Hoek. Il explique sa victoire par une technique de ski particulière — proche du pas de patineur — que ses concurrents principalement allemands ne maîtrisaient pas. Wilhelm Paulcke évoque cette technique dans une publication publiée en 1900.
L'épreuve de saut à ski est disputée mais ne compte pas pour le classement du championnat. Bjarne Nilssen s'impose également avec un saut de 18 m.
L'année suivante, Bjarne Nilssen dispute à nouveau le Championnat d'Allemagne de ski 1901 (de). Cette fois, il remporte le concours de saut qui est au programme officiel de la compétition. Bjarne Nilssen est diplômé de Darmstadt en 1901 et il quitte l'Allemagne.

### Carrière professionnelle
Il est ensuite ingénieur à Oslo et il se classe 8e du combiné nordique lors du Festival de ski d'Holmenkollen en 1902. Il s'installe ensuite à Drammen. Il travaille à la centrale électrique de Drammen et il est membre du Drafn. En 1906, il est invité par la ville de St-Moritz avec les frères Harald et Trygve (no) pour former les habitants au ski. En 1907, il aide la section ski du Drafn à trouver un terrain pour construire un nouveau tremplin, le Strøtvetbakken (no). Entre 1909 et 1910, il est le président de la section ski du Drafn,.
Ensuite, il déménage à Rjukan et il travaille à la Norsk Hydro Rjukan (en). Il est le chef du département électrique et il devient directeur de l'usine en 1927. Pendant la Seconde Guerre Mondiale, l'usine est attaqué par la résistance norvégienne en février 1943 et Bjarne Nilssen est pris en otage.
Il prend sa retraite en 1945 et il reste consultant pour l'entreprise.

## Vie personnelle
Bjarne Nilssen se marie en 1903 et il a quatre enfants. Un de ses fils qui s’appelle également Bjarne Nilssen a fait ses études à Munich et il est initié par Jakob de Rytter Kielland (no) au slalom qui est en vogue en Europe. À son retour en Norvège, Bjarne Nilssen organise le premier slalom en Norvège à Rjukan. Une des enfants, Elisabeth Spokeli, a participé aux championnats du monde de ski alpin 1939.

## Résultats
Il remporte la première édition du championnat d'Allemagne de ski en 1900 (de). L'année suivante, il remporte le concours de saut à ski en 1901 (de).